# Apologize (singel OneRepublic)
Apologize – ballada rockowa zespołu OneRepublic, z ich debiutanckiego albumu Dreaming Out Loud, której producentem jest Greg Wells. Remiks utworu został zamieszczony na płycie Timbalanda Shock Value oraz wersji deluxe albumu Dreming Out Loud. Piosenka osiągnęła wielki sukces zajmując 1. miejsce przez wiele tygodni w takich krajach jak: Australia, Austria, Niemcy, Włochy, Nowa Zelandia, Szwecja czy Holandia, a także 2. miejsce w Stanach Zjednoczonych na „Billboard” Hot 100.

## Remiks Timbalanda
Wersja zremiksowana przez Timbalanda została umieszczona na jego albumie Shock Value. W tej wersji producent zmienił lekko bit utworu i dodał chórek w tle.
Oficjalny teledysk do utworu został nakręcony 19 września 2007 roku, a premierę miał 27 października 2007 roku na VH1. Teledysk wyreżyserował Robert Hales. W klipie widać Timbalanda remiksującego utwór oraz Ryana Teddera śpiewającego i grającego na fortepianie, a także pozostałych członków zespołu OneRepublic. W maju 2015 roku teledysk otrzymał Certyfikat Vevo za 100 mln wyświetleń.

## Lista utworów
| #                         | Tytuł                                             |
| ------------------------- | ------------------------------------------------- |
| USA CD Singel             |                                                   |
| 1.                        | „Apologize (Remix)” [Radio Edit]                  |
| 2.                        | „Apologize (Remix)” [Radio Edit]                  |
| 3.                        | „Give It to Me” (Laugh at 'Em Remix) [Radio Edit] |
| 4.                        | „Give It to Me” (Laugh at 'Em Remix)              |
| Europejski CD Singel      |                                                   |
| 1.                        | „Apologize (Remix)” [Radio Edit]                  |
| 2.                        | „Apologize” [Album Version]                       |
| 3.                        | „The Way I Are” (OneRepublic Remix)               |
| 4.                        | „Apologize (Remix)” [Video]                       |
| Wielka Brytania CD Singel |                                                   |
| 1.                        | „Apologize (Remix)” [Album Version]               |
| 2.                        | „Give It to Me” (Laugh at 'Em Remix) [Radio Edit] |
| Australijski CD Singel    |                                                   |
| 1.                        | „Apologize (Remix)” [Album Version]               |
| 2.                        | „Apologize” [Album Version]                       |

## Listy przebojów
| Lista                                         | Pozycja |
| --------------------------------------------- | ------- |
| Australia (ARIA)                              | 1       |
| Austria (Ö3 Austria Top 40)                   | 1       |
| Belgia (Ultratop 40 Wallonia)                 | 2       |
| Belgia (Ultratop 50 Flanders)                 | 2       |
| Brazylia (Hot 100 Singles)                    | 9       |
| Bułgaria (IFPI)                               | 1       |
| Chile (Top 40 Singles)                        | 17      |
| Chiny (Top 20 Singles)                        | 11      |
| Czechy (IFPI)                                 | 2       |
| Dania (Tracklisten)                           | 2       |
| Europa (European Hot 100 Singles)             | 1       |
| Finlandia (Suomen virallinen lista)           | 4       |
| Francja (SNEP)                                | 3       |
| Holandia (Dutch Top 40)                       | 1       |
| Irlandia (IRMA)                               | 2       |
| Kanada (Canadian Hot 100)                     | 1       |
| Niemcy (Media Control Charts)                 | 1       |
| Norwegia (VG-lista)                           | 2       |
| Nowa Zealandia (Recorded Music NZ)            | 1       |
| Polska (Polish Airplay Chart)                 | 1       |
| Portugalia (Singles Top 50)                   | 1       |
| Rosja (IFPI)                                  | 2       |
| Rumunia (Airplay Chart)                       | 2       |
| Słowacja (IFPI)                               | 1       |
| Szwajcaria (Schweizer Hitparade)              | 1       |
| Szwecja (Sverigetopplistan)                   | 1       |
| Ukraina (UMA)                                 | 1       |
| USA (Billboard Hot 100)                       | 2       |
| USA (Billboard Pop 100)                       | 1       |
| USA (Billboard Hot Dance Club Songs)          | 35      |
| USA (Billboard Hot Adult Contemporary Tracks) | 1       |
| Wielka Brytania (Official Charts Company)     | 3       |
| World Singles Top 40                          | 1       |
| Włochy (FIMI)                                 | 1       |

| Lista                                     | Pozycja |
| ----------------------------------------- | ------- |
| Australia (ARIA)                          | 6       |
| Austria (Ö3 Austria Top 40)               | 32      |
| Holandia (Dutch Top 40)                   | 80      |
| Irlandia (IRMA)                           | 9       |
| Niemcy (Media Control Charts)             | 32      |
| Szwajcaria (Schweizer Hitparade)          | 12      |
| Szwecja (Sverigetopplistan)               | 12      |
| USA (Billboard Hot 100)                   | 66      |
| Wielka Brytania (Official Charts Company) | 16      |

| Lista                                     | Pozycja |
| ----------------------------------------- | ------- |
| Australia (ARIA)                          | 32      |
| Austria (Ö3 Austria Top 40)               | 2       |
| Belgia (Ultratop 40 Wallonia)             | 5       |
| Belgia (Ultratop 50 Flanders)             | 12      |
| Europa (European Hot 100 Singles)         | 1       |
| Francja (SNEP)                            | 46      |
| Hiszpania (PROMUSICAE)                    | 36      |
| Holadnia (Dutch Top 40)                   | 21      |
| Kanada (Canadian Hot 100)                 | 1       |
| Niemcy (Media Control Charts)             | 1       |
| Szwajcaria (Schweizer Hitparade)          | 1       |
| Szwecja (Sverigetopplistan)               | 29      |
| USA (Billboard Hot 100)                   | 5       |
| USA (Billboard Pop Songs)                 | 9       |
| Węgry (Rádiós Top 40)                     | 5       |
| Wielka Brytania (Official Charts Company) | 54      |

| Lista                                     | Pozycja |
| ----------------------------------------- | ------- |
| Australia (ARIA)                          | 25      |
| Austria (Ö3 Austria Top 40)               | 30      |
| Niemcy (Media Control Charts)             | 4       |
| USA (Billboard Hot 100)                   | 10      |
| USA (Billboard Pop Songs)                 | 1       |
| Wielka Brytania (Official Charts Company) | 90      |

## Certyfikaty
| Kraj/region       | Wydawca           | Certyfikat  |
| ----------------- | ----------------- | ----------- |
| Australia         | ARIA              | 4× platyna  |
| Belgia            | BEA               | złoto       |
| Brazylia          | Pro-Música Brasil | 3 × platyna |
| Dania             | IFPI Denmark      | 2× platyna  |
| Hiszpania         | PROMUSICAE        | platyna     |
| Niemcy            | BVMI              | 2× platyna  |
| Nowa Zelandia     | RMNZ              | platyna     |
| Stany Zjednoczone | RIAA              | 4× platyna  |
| Szwajcaria        | IFPI Switzerland  | 3× platyna  |
| Szwecja           | GLF               | 2× platyna  |
| Wielka Brytania   | BPI               | platyna     |
| Włochy            | FIMI              | platyna     |